# V з'їзд РСДРП

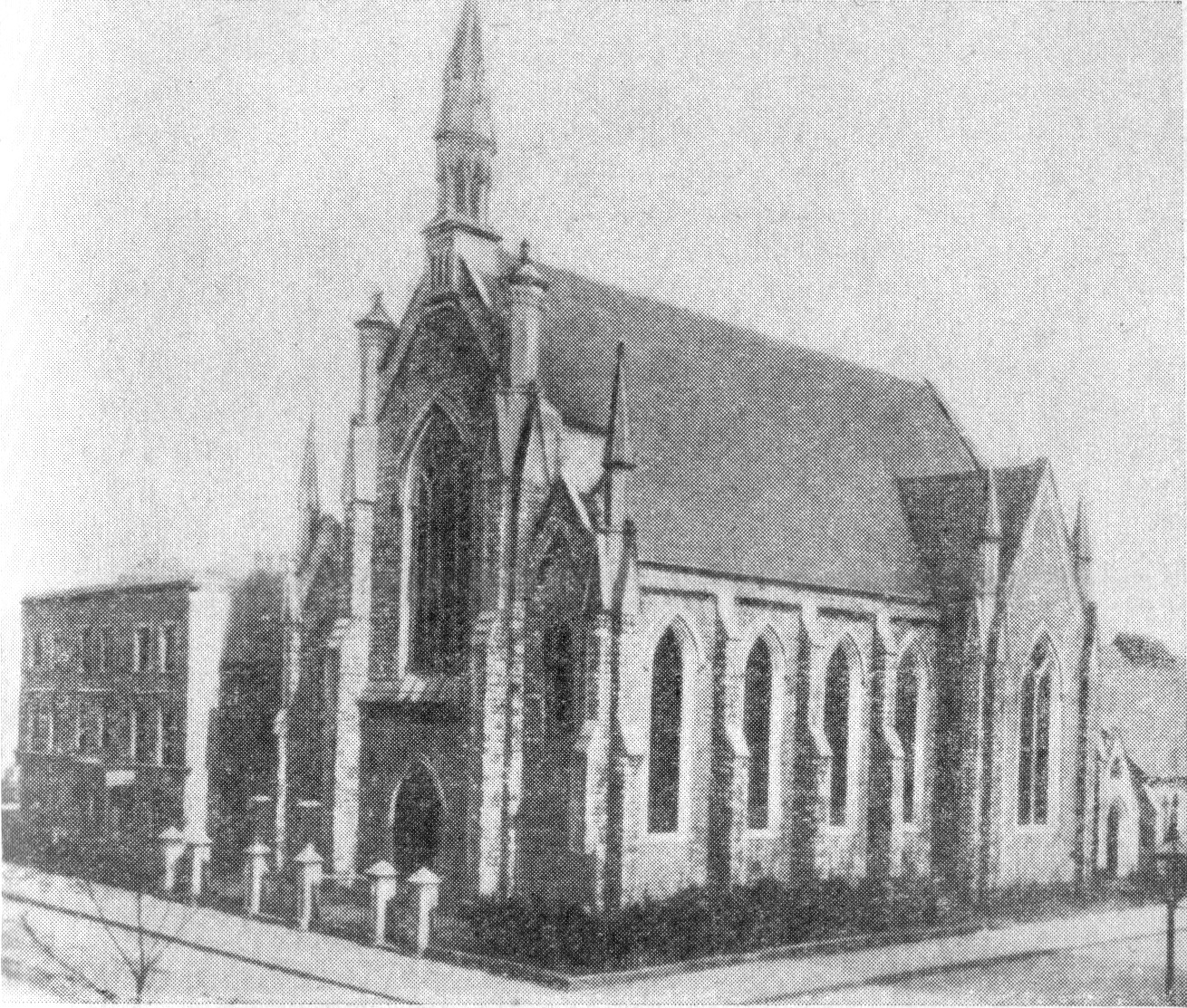
Церква Братства на Саутгейт-роуд в Лондоні. Місце засідань п'ятого з'їзду РСДРП 1907 року

Лондонський з'їзд РСДРП (також — П'ятий з'їзд РСДРП) відбувся 30 квітня (13 травня) — 19 травня (1 червня) 1907 року в Лондоні. На з'їзді було представлено п'ять фракцій: меншовики, більшовики, Бунд, поляки й латиші. Були присутніми 342 делегати від 145 організацій.

## Передісторія
Первинно планувалось, що з'їзд відбудеться у Копенгагені, куди делегати прибули у квітні 1907. Однак данський уряд заборонив його проведення. Спроба перенести з'їзд до Швеції чи Норвегії також успіху не мала. Тоді було прийнято рішення про проведення з'їзду в Лондоні.
Видатки на проведення з'їзду склали близько 120 тис. рублів. Делегатам відшкодовувались витрати на дорогу, а під час перебування в Лондоні видавались кошти з розрахунку по 2 шилінги на день. 300 фунтів на проведення з'їзду (1 фунт коштував близько 10 рублів) було отримано від ЦК Соціал-демократичної партії Німеччини, а 1700 фунтів — від англійського промисловця Йосипа Фелса.

## Робота з'їзду

### Порядок денний
- Звіт ЦК
- Звіт думської фракції та її організація
- Ставлення до буржуазних партій
- Державна дума
- Робітничий з'їзд та безпартійні робітничі організації
- Профспілки та партія
- Партизанські виступи
- Безробіття, економічна криза й локаути
- Організаційні питання
- Міжнародний конгрес у Штутгарті
- Робота в армії
- Різне

### Доповіді й дискусії
Вже обговорення питання формування порядку денного виявило глибокі суперечності, що розділяли більшовиків і меншовиків, які були лише формально об'єднані у складі РСДРП.
Зі звітом ЦК доповідачами виступили Мартов (від меншовиків) і Рядовой (від більшовиків).

### Постанови
За обговореними питаннями було ухвалено відповідні резолюції та постанови:
- Інструкція [делегатам з'їзду зі спілкування з пресою];
- Регламент;
- Постанова відносно звітів ЦК;
- Порядок денний з'їзду;
- Про ставлення до непролетарських партій;
- Робітничий з'їзд і безпартійні робітничі організації;
- про Державну думу;
- До звіту думської фракції;
- Про національне питання;
- Про народну демократію;
- Про ставлення думської фракції до ЦК;
- Про партизанські виступи;
- Про професійні спілки;
- Про роботу в армії;
- Про об'єднання з вірменською соціал-демократичною робітничою організацією;
- Про позику;
- Організаційний статут.

### Розкол
Через суперечки між більшовиками й меншовиками обраний на з'їзді ЦК виявився недієздатним. Тому керівництво більшовицькими організаціями узяв на себе «більшовицький центр» на чолі з Леніним.

## Цікаві факти
- Гостем з'їзду був Джеймс Рамсей Макдональд, на той час лідер англійської Незалежної робітничої партії.